# Ngọc Sơn
Ngọc Sơn (* 26. November 1968 in Đồ Sơn, Hải Phòng) ist ein vietnamesischer Sänger und Songwriter.

Ngọc Sơn (2007)

## Leben und Karriere
Ngọc Sơn wurde im Distrikt Đồ Sơn der Hafenstadt Hải Phòng geboren. Sein Vater Phạm Ngọc Thanh war Rektor und zeitgleich Leiter der 5. Militärregion (Quân khu 5). Ngọc Sơn hat zwei Geschwister: die Schwester Ngọc Hà und der Bruder Ngọc Hải.
Im Jahr 1975 ging Ngọc Sơn mit seiner Mutter nach Đà Nẵng. 1977 lebte er in Bạc Liêu. Bis 1987 lebte er dort und reiste anschließend nach Saigon (heute: Ho-Chi-Minh-Stadt), um eine Theaterkunstschule zu besuchen. Etwa zwei Jahre später widmete er sich der Volksmusik, der Nhã nhạc. Im Jahr 1989 nahm Sơn an einem Festival für Tanzmusik in Nha Trang teil. Mit seinem Lied Thuyền và biển erreichte er große Berühmtheit.
1990 gelang Sơn mit seinem Lied Lòng mẹ ein weiterer großer Erfolg. Im Laufe der Jahre gewann Sơn auch mehrere renommierte Auszeichnungen und wurde ein fester Bestandteil der vietnamesischen Musikindustrie. Bis heute ist Ngọc Sơn der Interpret mit den meisten verkauften Tonträgern in Vietnam.